# Receptor 5-HT2C
El receptor 5-HT2C es una proteína de membrana, uno de los subtipos del receptor 5-HT con afinidad al neurotransmisor endógeno serotonina (5-hidroxitriptamina, 5-HT). Es un receptor acoplado a proteína G (GPCR) asociado a Gq/G11 y produce una neurotransmisión excitatoria. En humanos, el receptor es codificado por el gen HTR2C, ubicado en el cromosoma X. Como los machos tienen una copia del gen y las hembras una de las dos copias del gen está reprimida, los polimorfismos en este receptor pueden afectar a ambos sexos en proporciones distintas.
En la superficie celular, el receptor existe como un homodímero. La estructura cristalina se publicó en 2018.

## Distribución
Los receptores 5-HT2C se encuentran principalmente en el plexo coroideo. En ratas también se encuentran en diversas regiones del cerebro a altas concentraciones, incluidas partes del hipocampo, núcleo olfatorio anterior, sustancia negra, varios núcleos del tronco encefálico, amígdala, núcleo subtalámico y habénula lateral. Los receptores 5-HT2C también se localizan en células epiteliales que recubren los ventrículos cerebrales.

## Función
El receptor 5-HT2C es uno de los muchos sitios de unión de la serotonina. La activación de este receptor por la serotonina inhibe la liberación de dopamina y norepinefrina en ciertas áreas del cerebro, incluyendo la región mesolímbica y mesocortical.
Se afirma que los receptores 5-HT2C regulan significativamente el estado de ánimo, la ansiedad, decisiones relacionados con la alimentación y el comportamiento reproductivo. Los receptores 5-HT2C regulan la liberación de dopamina en el cuerpo estriado, la corteza prefrontal, el núcleo accumbens, el hipocampo, el hipotálamo y la amígdala, entre otros.
Las investigaciones científicas han producido evidencias que sugieren que algunas víctimas de suicidio tienen una cantidad anormalmente elevada de receptores 5-HT2C en la corteza prefrontal.
La agomelatina, que es un antagonista del receptor 5-HT2C y 5-HT2B, así como agonista de los receptores MT1 y MT2, es un antidepresivo eficaz. Se le ha llamado desinhibidor de la norepinefrina-dopamina porque el antagonismo de los receptores 5-HT2C por parte de la agomelatina produce un aumento de la actividad de la dopamina y la norepinefrina en la corteza frontal. Por el contrario, muchos medicamentos ISRS (excluyendo la fluoxetina, que es un antagonista del receptor 5-HT2C) estimulan indirectamente la actividad 5-HT2C al aumentar los niveles de serotonina en la sinapsis neuronal, aunque la elevación del estado de ánimo enlentecida que suele ser típica con el uso de fármacos ISRS, suele ir en paralelo por la regulación negativa de los receptores 5-HT2C. Muchos antipsicóticos atípicos bloquean los receptores 5-HT2C, pero su uso clínico está limitado por múltiples acciones adversas sobre diversos neurotransmisores y receptores. La fluoxetina actúa como un antagonista directo de 5-HT2C además de inhibir la recaptación de serotonina. Sin embargo, la aplicación clínica de esta acción es variable. Varios antidepresivos tetracíclicos, incluida la mirtazapina, son potentes antagonistas del receptor 5-HT2C. Esta acción puede contribuir a la eficacia de estos medicamentos.
Una hiperactividad de los receptores 5-HT2C puede contribuir a los síntomas depresivos y de ansiedad en ciertas poblaciones de pacientes. La activación del receptor 5-HT2C por parte de la serotonina es responsable de muchos de los efectos secundarios negativos de los medicamentos ISRS e IRSN, como la sertralina, la paroxetina, la venlafaxina, entre otros. Parte de la ansiedad inicial causada por los ISRS se debe a la señalización excesiva mediada por receptores 5-HT2C . Durante un período de 1 a 2 semanas, el receptor comienza a recibir regulación negativa, junto con la regulación inhibitoria de otros receptores de serotonina incluyendo el receptor 5-HT2A y el receptor 5-HT1A. Esta regulación disminuída va paralela al inicio de los beneficios clínicos de los ISRS. Los receptores 5-HT2C muestran actividad constitutiva in vivo y pueden conservar la capacidad de ejercer efecto en la neurotransmisión en ausencia de ocupación de sus ligandos respectivos. Por lo tanto, los receptores 5-HT2C no requieren de unión a un ligando (serotonina) para exhibir influencia en la neurotransmisión. Los agonistas inversos pueden ser necesarios para extinguir completamente la actividad constitutiva del receptor 5-HT2C y pueden resultar útiles en el tratamiento de afecciones mediadas por 5-HT2C en ausencia de actividad típica de la serotonina. Además de la evidencia del papel de la estimulación del receptor 5-HT2C en los síntomas depresivos, también hay evidencia de que la activación de los receptores 5-HT2C puede tener efectos beneficiosos sobre ciertos aspectos de la depresión. Se ha encontrado evidencia que la estimulación directa de los receptores 5-HT2C con un agonista reducen los déficits cognitivos en ratones con una mutación de pérdida de función de la TPH2.
Los receptores 5-HT2C estimulan la liberación y el aumento de la dopamina extracelular en respuesta a diversas drogas, incluyendo la cafeína, nicotina, anfetamina, morfina, cocaína, entre otras. El antagonismo sobre el receptor 5-HT2C aumenta la liberación de dopamina en respuesta a las drogas de refuerzo y muchos estímulos dopaminérgicos. La alimentación, la interacción social y la actividad sexual liberan dopamina sujetas a la inhibición del receptor 5-HT2C. El aumento de la expresión de 5-HT2C reduce la liberación de dopamina tanto en presencia como en ausencia de estímulos.
Las condiciones que aumentan los niveles de citoquinas en el cuerpo humano pueden tener potencial para aumentar la expresión del gen 5-HT2C en el cerebro. Esto posiblemente podría comprender un vínculo entre las infecciones virales y la depresión asociada a ciertas virosis. Se ha demostrado que la terapia con citoquinas aumenta la expresión del gen 5-HT2C, lo que resulta en una mayor actividad de los receptores 5-HT 2C en el cerebro.[cita requerida]

## Endocrinología
La serotonina participa en la regulación basal e inducida por estrés del hipotálamo y la liberación de hormonas de la glándula pituitaria, como la prolactina, la hormona adrenocorticotrópica (ACTH), la vasopresina y la oxitocina, principalmente a través de las acciones de los subtipos de receptores 5-HT2A y 5-HT2C. Por lo tanto, el receptor 5-HT2C es un importante modulador del eje hipotalámico-hipofisiario-adrenal (eje HPA). El eje HPA es el principal controlador de las respuestas de estrés simpático agudo relacionadas con la respuesta de lucha o huida. La activación prolongada y las alteraciones del eje HPA contribuyen a los síntomas depresivos y de ansiedad que se observan en muchas condiciones psicopatológicas.
La estimulación de los receptores 5-HT2C conduce a un aumento de la hormona liberadora de corticotropina (CRH) y el ARNm de la vasopresina en el núcleo paraventricular y de la propiomelanocortina en el lóbulo pituitario anterior. En ratas, el estrés por inmovilización (que puede producir síntomas depresivos si es crónico) induce la secreción de prolactina, ACTH, vasopresina y oxitocina, parcialmente mediada por el receptor 5-HT2C. Las respuestas durante condiciones estresantes como la deshidratación o la hemorragia provocan la liberación de oxitocina a través de una respuesta serotoninérgica mediada en parte por la 5-HT2C. Además, la liberación periférica de vasopresina implica una respuesta serotoninérgica que es parcialmente mediada por la 5-HT2C .
La expresión del receptor 5-HT2C en el SNC está modulada por las hormonas sexuales femeninas estradiol y progesterona. La combinación de estas hormonas disminuye la concentración del receptor en el hipocampo ventral de ratas experimentales y, por lo tanto, podría afectar el estado de ánimo.

## Genética
Se han identificado diversos polimorfismos humanos que influyen en la expresión genética del receptor 5-HT2C. Hay evidencias de correlaciones significativas, específicamente en relación con trastornos psiquiátricos como depresión, TOC y afecciones relacionadas con la ansiedad. Los polimorfismos de este gen también se correlacionan con la susceptibilidad a una serie de condiciones, incluidos los trastornos por uso de sustancias y la obesidad. Hay indicios de que el empalme alternativo del receptor 5-HT2C es regulado por un snoRNA llamado SNORD115, cuya deleción está asociada con el síndrome de Prader-Willi. Como el gen humano se encuentra en el cromosoma X, los hombres tienen solo una copia del gen mientras que las mujeres tienen dos, lo que significa que las mutaciones en el gen afectan el fenotipo de los hombres incluso cuando el alelo sería de naturaleza recesiva. Como las mujeres tienen dos copias del gen, pero solo se expresa un alelo en cada célula, son un mosaico de polimorfismos, lo que significa que una variante genética puede prevalecer en un tejido determinado mientras que otra variante prevalecerá en un tejido diferente (como con todas las demás variaciones genéticas ligadas al cromosoma X).

## Ligandos

### Agonistas
- A-372,159
- AL-38022A
- CP-809,101
- CPD-1[25]
- Fenfluramina
- Lisurida
- Lorcaserina
- Mesulergina
- MK-212
- Naftilisopropilamina
- Norfenfluramina
- Org 12,962
- ORG-37,684
- Oxaflozano
- PF-04479745[26]
- PNU-22394
- PNU-181731
- Psicodélicos
  - Lisergamidas ( LSD, etc. )
  - Fenetilaminas ( 2C-B, DOI, DOM, Mescalina, etc. )
  - Piperazinas ( mCPP, TFMPP, etc. )
  - Triptaminas ( 5-MeO-DMT, Bufotenina, DMT, Psilocina, etc. )
- Ro60-0175
- Vabicaserina
- WAY-629
- WAY-161,503
- WAY-163,909
- YM-348
- CP-132,484 también agonista del receptor 5HT2A.

### Antagonistas
- Agomelatina
- CEPC[27]
- Eltoprazina
- Etoperidona
- Flibanserina[28]
- Fluoxetina
- FR-260,010
- Tedatioxetina
- Metisergida
- Mirtazapina
- Nefazodona
- Norfluoxetina
- O-Desmethyltramadol
- Prometazina
- RS-102,221
- SB-200,646
- SB-221,284
- SB-228,357
- SB-242,084
- SDZ SER-082
- Tramadol
- Trazodona

### Agonistas inversos
- Antidepresivos
  - Tricíclicos (Amitriptilina y Nortriptilina en especial)[29]
  - Tetracíclicos  (Mirtazapina, Mianserina, Amoxapina, etc.)
- Antihistamínicos (Ciproheptadina, Hidroxicina, Latrepirdina, etc.)
- Neuroléptico
  - Típicos (Clorpromazina, Flufenazina, Loxapina, Tioridazina, etc.)
  - Atípicos (Clozapina, Olanzapina, Quetiapina, Risperidona, Ziprasidona, etc.)
- Cinanserina
- Deramciclana
- Ketanserina
- LY-53,857
- Metergolina
- Metiotepin
- Pizotifeno
- Ritanserina
- S-32212[30]
- SB-206,553
- SB-228,357
- SB-243,213
- SB-242,084